# Pero electra
Pero electra är en fjärilsart som beskrevs av Robert W. Poole 1987. Pero electra ingår i släktet Pero och familjen mätare. Inga underarter finns listade i Catalogue of Life.